# Caseking
Die Caseking GmbH ist ein deutscher Versandhändler für Computerhardware mit Hauptsitz in Berlin und gilt als einer der europaweit führenden Online-Anbieter für PC-Komponenten und -Zubehör insbesondere im Gaming-Bereich. Neben dem Hauptsitz hat das Unternehmen Niederlassungen in den Niederlanden, Polen, Frankreich, Ungarn, Schweden, Portugal, Australien, Taiwan sowie im britischen Newcastle-under-Lyme.

## Geschichte
Das Unternehmen wurde 2003 in Berlin-Charlottenburg gegründet und im selben Jahr wurde der Online-Shop eröffnet. Im Jahr 2010 vergrößerte sich das Unternehmen und zog in ein etwa 4.500 m² großes Logistikzentrum um. In diesem Logistikzentrum befindet sich neben Büros ebenfalls ein Fabrikverkauf. 
Im Jahr 2012 wurde der britische Hardware-Marktführer Overclockers UK Ltd. und die ungarische Kellytech Kft. übernommen. Unter der Beteiligung von Equistone Partners Europe wurde 2017 das schwedische Unternehmen Trigono, das portugiesische Unternehmen Globaldata und 2018 das finnische Unternehmen Jimm’s PC-Store übernommen. Die europaweiten Logistik- und Lagerflächen wurden mit diesen Übernahmen auf über 10.000 m² ausgeweitet. Zur Unternehmensgruppe gehören neben den Niederlassungen die Play Pro Management GmbH, die Pro Gamersware GmbH sowie die Rush B eSport GmbH über die Caseking von 2017 bis zu seiner Auflösung 2024 das Profi-E-Sport-Team Sprout unterhielt.
Ab 2010 beteiligte sich der Private-Equity-Investor Afinum Fünfte Beteiligungsgesellschaft mbH & Co. KG aus München an Caseking. Afinum veräußert seine Anteile 2014 an den Private-Equity-Investor Equistone Partners Europe, der wiederum seine Anteile 2018 an die niederländische Gilde Buy Out Partners veräußerte. Mit der Beteiligung von Equistone steigerte Caseking seinen Umsatz von 96 Mio. Euro im Geschäftsjahr 2013 auf 239 Mio. Euro im Geschäftsjahr 2018. Gilde Buy Out Partners veräußerte seine Anteile 2021 an die ebenfalls niederländische HAL Investment. Im Oktober 2021 hat die Hero HoldCo GmbH mit Sitz in Berlin sämtliche Geschäftsanteile von Caseking und der Unternehmensgruppe übernommen, die zu diesem Zeitpunkt mehr als 20 Unternehmen umfasste.
Die Caseking GmbH hatte im Rumpfgeschäftsjahr 2020 einen Umsatz von mehr als 173 Mio. Euro, im Rumpfgeschäftsjahr 2021 einen Umsatz von mehr als 108 Mio. Euro und etwa 250 Beschäftigte in Deutschland.  Die Caseking Unternehmensgruppe beschäftigt darüber hinaus weitere 300 Mitarbeiter in ihren internationalen Niederlassungen.

## Produkte
Caseking hat mehr als 10.000 Artikel von über 100 Marken im Angebot. Das Unternehmen vertreibt primär Computerzubehör wie Mainboards, CPUs, Arbeitsspeicher, Netzteile, Laufwerke sowie Grafikkarten. Neben Einzelkomponenten vertreibt das Unternehmen auch fertige Computer sowie Gaming-Stühle und Gaming-Zubehör. Neben Fremdmarken führt Caseking auch Eigenmarken wie noblechairs, Nitro Concepts und Kolink. Darüber hinaus ist Caseking langjähriger Partner verschiedener Gaming-Events und Messen wie beispielsweise der Caggtus Leipzig und ihrer Vorgänger der DreamHack Leipzig und der Games Convention.